# Neolimnophila placida
Neolimnophila placida là một loài ruồi trong họ Limoniidae. Chúng phân bố ở miền Cổ bắc.